# Arvicanthis niloticus
O Arvicanthis niloticus é uma espécie de roedor da família Muridae.
Pode ser encontrada nos seguintes países: Benin, Burkina Faso, Burundi, República Centro-Africana, Chade, República Democrática do Congo, Costa do Marfim, Egito, Eritréia, Etiópia, Gâmbia, Gana, Quênia, Malawi, Mauritânia, Níger, Nigéria, Arábia Saudita, Senegal, Serra Leoa, Sudão, Tanzânia, Togo, Uganda e Zâmbia.